# シュテファン・イルザンカー
シュテファン・イルザンカー（Stefan Ilsanker 、1989年5月18日 - ）は、オーストリア・ザルツブルク州ハライン出身の元プロサッカー選手。元オーストリア代表。現役時代のポジションは、ミッドフィールダー、ディフェンダー。

## クラブ経歴
地元クラブでキャリアをスタート。当初ポジションはゴールキーパーだったが後にセントラルミッドフィールダーにコンバートされた。
2005年レッドブル・ザルツブルクのアカデミーに入団。2009年4月のリーグ戦で初めてトップチームのベンチに座る。8月のカップ戦でトップチームデビュー。同月UEFAチャンピオンズリーグ予選・マッカビ・ハイファ戦に出場。
2009–10シーズン終了後、FCレッドブル・ザルツブルクのトップチームではリーグ戦での出場機会を得ることができていなかったため、武者修行的な意味合いも込めて同じくオーストリア・ブンデスリーガに属するSVマッテルスブルクに移籍した。
SVマッテルスブルクにて2年間主力として活躍した結果、2012年夏に再び古巣のFCレッドブル・ザルツブルクに復帰。以降はトップチームの主力として主にセンターバックとボランチと複数のポジションでプレーした。
2015年夏に当時2. ブンデスリーガに属していたRBライプツィヒへ移籍。ボランチの主力として定着し、ドイツ・ブンデスリーガへの昇格に貢献。2016年夏には念願のドイツ・ブンデスリーガでのデビューを果たした。
2020年1月31日、アイントラハト・フランクフルトと2022年6月30日の契約を結んだ。
2020年6月3日、アウェーのSVヴェルダー・ブレーメン戦で後半に投入されてから僅か17秒で得点し、ドイツ・ブンデスリーガ1部における途中出場選手としての史上最速得点記録を打ち立てた。
2022年6月23日、ジェノアCFCに移籍した。
2024年1月6日、現役引退を表明した。

## タイトル
レッドブル・ザルツブルク
- オーストリア・ブンデスリーガ 優勝（2回）:  2013–14, 2014–15
- オーストリア・カップ 優勝（2回）:  2013–14, 2014–15

RBライプツィヒ
- 2. ブンデスリーガ 準優勝、ドイツ・ブンデスリーガへ昇格（1回）: 2015–16
- ドイツ・ブンデスリーガ1部 準優勝 (1回)：2016-17

アイントラハト・フランクフルト
- UEFAヨーロッパリーグ 優勝（1回）:  2021-22